# الماس (صاروخ مضاد للدروع)
صاروخ الماس هو جيل جديد من صواريخ الكورنت المضادة للدروع (Top Attack) إيراني الصنع. تم تصميمه وإنتاجه من قِبَل صناعة الدفاع الإيرانية. يأتي هذا الصاروخ المزود بأجهزة تصوير كهربائي بصري أو أجهزة تصوير بالأشعة تحت الحمراء. بنموذجين هما، نموذج الإطلاق الجوي، والذي تم الإعلان عنه سنة 2020م. ونموذج الإطلاق الأرضي، والذي تم الإعلان عنه سنة 2021م.
يتم إطلاق النسخة الجوية لصاروخ الماس من الطائرات الإيرانية بدون طيار من طراز أبابيل 3. ويشار إلى أن صاروخ الماس المضاد للدروع لديه مديات مختلفة، إذ يبلغ مداه 4 كيلومترات للجيل الأول، و 8 كيلومترات للجيل الثاني، في حين يصل الجيل الثالث إلى 10 كيلومترات، بينما لا توجد معملومات دقيقة عن الجيل الرابع وتشير بعض المصادر إلى أن مداه يصل إلى 15 أو 16 كيلومترا بحسب بعض التقارير.
وبصناعة هذا الصاروخ ونماذجه، دخلت جمهورية إيران نادي الدول التي تمتلك الصواريخ المضادة للدروع مع القدرة على الهجوم من أعلى، وكذلك القدرة المعروفة باسم (أطلق وأنسى).
تم الكشف عن استخدام حزب الله للصاروخ لأول مرة خلال الأشهر الأولى من الاشتباكات مع إسرائيل ضمن انخراطه في حرب غزة 2023-2024، بدءًا من صاروخ "ألماس 1" الذي استهدف به قواعد استخباراتية في رأس الناقورة وجل علام في يناير/ كانون الثاني 2023.

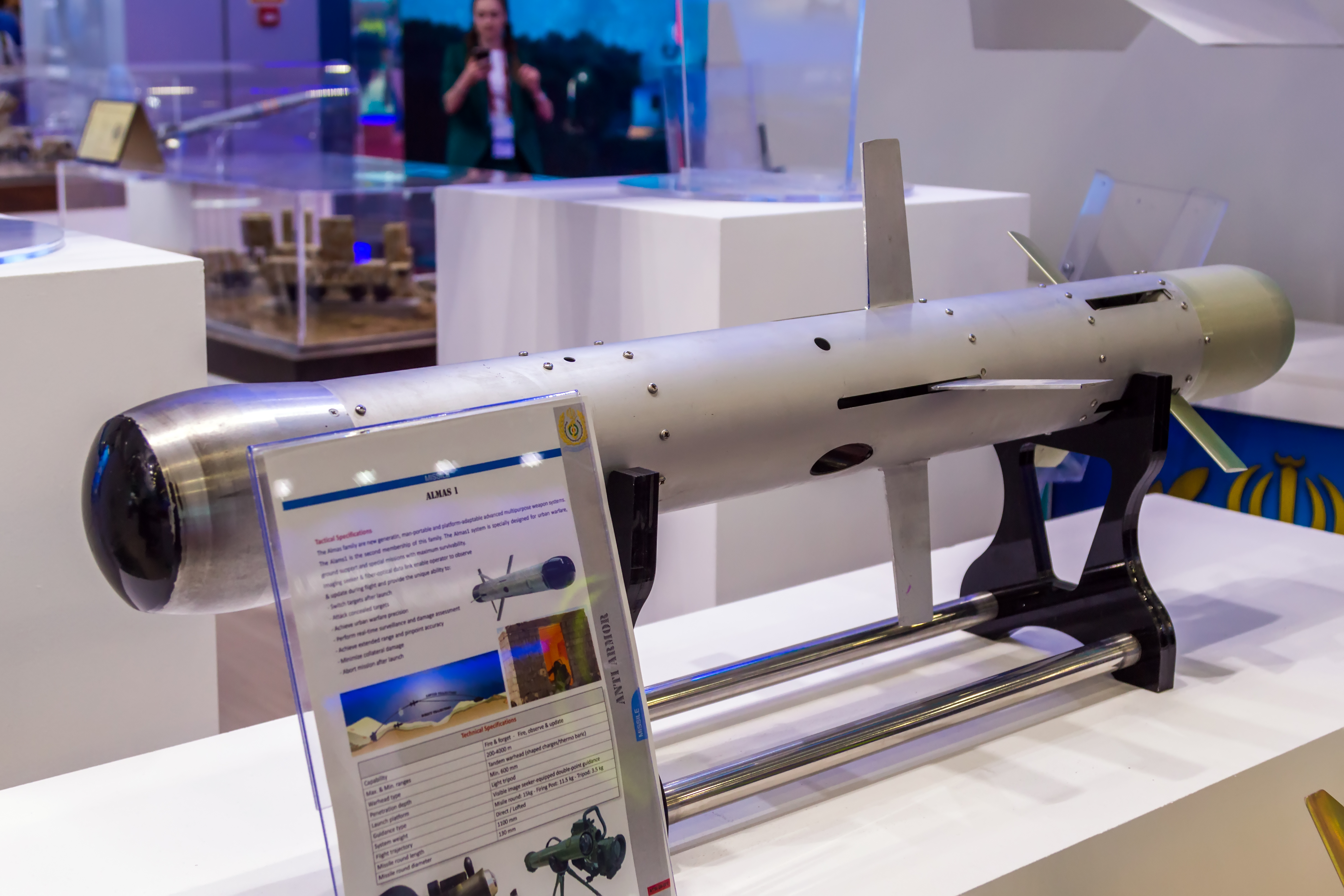
صاروخ الماس إيراني الصنع

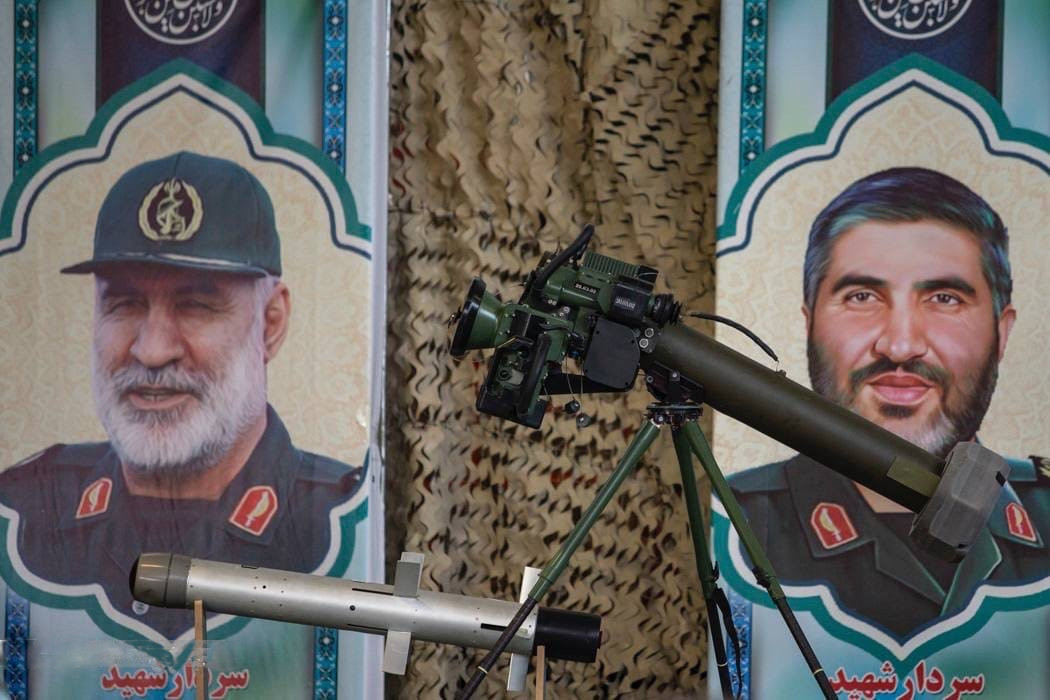
عرض مجسم لصاروخ الماس إيراني الصنع المضاد للدروع

## مواصفات
تم الكشف عن هذا الصاروخ لأول مرة في نموذج الإطلاق الجوي عام 2020م من قِبَل صناعة الدفاع الإيرانية، ووجد عمله الأول في وحدات الطائرات المسيرة التابعة لجيش الجمهورية الإسلامية الإيرانية، وأُعلن في ذلك الوقت أن مدى الصاروخ يبلغ من حوالي 5 إلى 15 كيلومترات عند إطلاقه من الطائرة المسيرة. وحتى في وضع الإطلاق الأرضي.
تحقيق هذا المدی مثل تحدياً كبيراً لصاروخ بهذا الحجم، والتقدير الذي يمكن التكهن به للوصول إلى هذا المدی في الوقت الحالي هو تعزيز واستخدام نظام دفع جديد ومتقدم، والآخر هو مسألة توجيه الصاروخ في جزء من الطريق بنوع من كابلات الألياف الضوئية. بشكل عام، تُعتبَر مسألة التوجيه السلكي مفهوماً راسخاً وقديماً في الصواريخ المضادة للدروع، لكن يبدو أنه في هذا النموذج الجديد يتم استخدام كابلات الألياف الضوئية، وفي المديات العالية يتم استخدامها عادةً للتواصل مع الصاروخ حتى يصل إلى ارتفاع معين للعثور علی الهدف والاستعداد لضربه. وبعد الوصول إلى النقطة المرغوبة وإطلاق الكبل المطلوب، سيستمر التواصل عبر إشارات الراديو بتردد آمن. وفي الخطوة الأخيرة أيضاً، يقوم الرأس البصري للصاروخ بالكشف عن الهدف والتحرك نحوه. أن وحدة التحكم في الصواريخ وإطلاقها هي وحدة منفصلة عن حاملة الصواريخ، إذ إنه بعد إطلاق كل صاروخ، تنفصل الأسطوانة الحاملة ويُركَب الصاروخ التالي عليها. تُعَد صواريخ (أطلق وأنسى) المضادة للدروع، من بين أحدث الأسلحة في هذا القطاع. وفي العديد من بلدان العالم، سواء كانت مصنعة أو مشترية لهذه الفئة من الأسلحة، لا يزال يتم إنتاج أو شراء الأسلحة المضادة للدروع القائمة على أنظمة التوجيه على خط الأفق، كخيارات أسهل للاستخدام بأعداد كبيرة.

## الإعلان الرسمي
أعلنت جمهورية إيران عن صاروخ مضاد للدبابات أطلقت عليه اسم الماس، حيث أعلنت عن طراز جوي لهذا الصاروخ يمكن إطلاقه من الطائرات الإيرانية بدون طيار سنة 2020م. وبعد سنة من هذا التأريخ وبالتحديد في الشهر السابع من سنة 2021م أعلنت عن الطراز الأرضي بالإضافة إلى راجمته الأرضية، وذلك من قِبَل الحرس الثوري الإيراني، ضمن مراسم تسلم القوات البرية في الحرس الثوري الإيراني أسلحة مختلفة من بينها صواريخ ميدانية نقطوية الهدف، ومروحيات إستطلاع، ومروحيات هجومية، وطائرات إستطلاع، ومسيرات هجومية بعيدة المدى، إضافةً إلى صواريخ مضادة للدروع ومضادة للدبابات، وقنابل، وقاذفات دقيقة، كما وتم إلحاق مجموعة من المركبات القتالية المتعددة الأغراض ومزودة بأنظمة تكنولوجية حديثة. وقد تمت مراسم التسليم بحضور اللواء حسين سلامي قائد الحرس الثوري الإيراني.

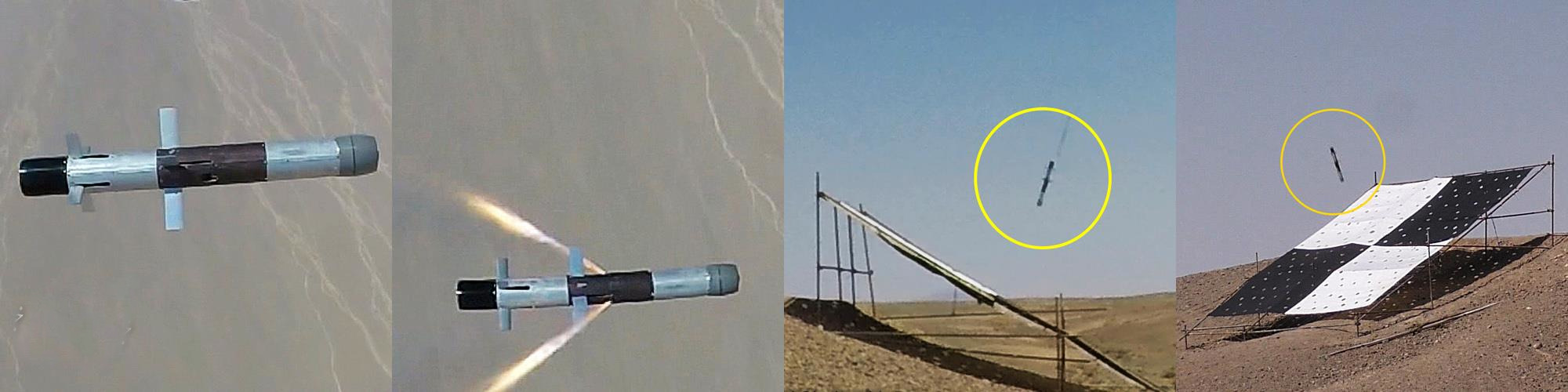
إطلاق نماذج جو_أرض من صاروخ الماس نحو الهدف لاختبار مدى تأثيرها، في إحدى المناورات العسكرية

## إطلاق صواريخ الماس من طائرات أبابيل 3 المسيرة
تأتي صواريخ الماس الإيرانية المضادة للدروع بنموذجين أرضية وجوية. وتم اختبار النموذجين بنجاح. حيث أطلقت طائرات أبابيل 3 بدون طيار الإيرانية والتابعة لجيش الجمهورية الإيرانية صواريخ الماس النقطوية وقد تمكنت من إصابة الأهداف السطحية وذلك في تتمة المرحلة الأخيرة من مناوراتها القتالية الضخمة. يذكر ان طائرة أبابيل 3، هي طائرة قتالية بدون طيار إيرانية الصنع. وإحدى نماذج طائرة أبابيل المسيرة التي قامت بصناعتها شركة القدس لصناعة الطائرات. ان طائرة أبابيل-3 مزودة بقنابل ذكية موجهة وتستطيع التحليق لمسافة 250 كيلومتر على إرتفاع يصل إلى 15 ألف قدم، كما ويمكنها الطيران بسرعة تصل إلى 200 كيلومتر/ساعة (120 ميلاً في الساعة) وحتى 100 كيلومتر (62 ميل) وبحد أقصى للارتفاع التشغيلي يصل إلى 5000 متر (16000 قدم). ويمكنها تحمل الطيران لحوالي 4 ساعات، وتعمل طائرة أبابيل-3 بمحرك بوقود البنزين قادر على العمل 8 ساعات متواصلة.

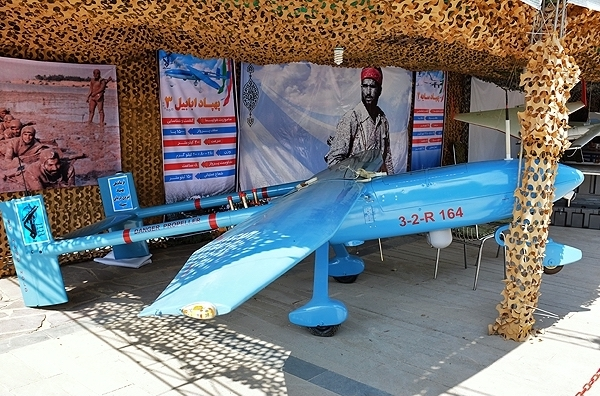
طائرة أبابيل 3 المسيرة والقادرة على إطلاق صواريخ الماس

## إصدارات أخرى
ألماس 2:
هذا الصاروخ هو جيل أحدث من صاروخ الماس 1. ويصل مداه إلى 7 كيلومترات. تم تصميم هذا الصاروخ وتصنيعه لزيادة القوة القتالية العملياتية للقوات المسلحة للتعامل مع الأهداف التي تقع في عمق جبهة العدو وليست في خط النار المباشر. يتمتع صاروخ ألماس 2 بالقدرة على الإطلاق من قواعد أرضية ومن طائرات مسيرة ومن طائرات هليكوبتر.
ألماس 3:
يُعَد هذا الصاروخ جيلاً جديداً من الصواريخ المضادة للدروع. ويبلغ مداه حوالي 10 كيلومترات. ويُستَخدَم ضد الأهداف المدرعة باستخدام الباحث عن الصورة والألياف الضوئية. وقد تم تركيبه وإطلاقه بنجاح من طائرة مسيرة ومروحية كوبرا. يمكن إطلاق صاروخ ألماس 3 كصاروخ أرضي أو من طائرات مسيرة أو من طائرات الهليكوبتر. ويحتوي على توجيه من نقطتين ورأس حربي مضاد للدبابات ورأس حربي حراري.

## نماذج أخرى
تُعَد صواريخ الماس المضادة للدبابات محلية الصنع سلاحاً هجومياً كبيراً يمكنها إصابة أهداف في نطاق 8 كيلومترات. وقد طور الحرس الثوري الإيراني بالفعل نموذجين هما:
▪نموذج الإطلاق الجوي: هو النسخة أو النموذج الأول من صاروخ الماس إيراني الصنع. والذي يتم إطلاقه من الجو بواسطة طائرات أبابيل 3 المسيرة.
▪نموذج الإطلاق الأرضي: هو النموذج الثاني من صاروخ الماس. والذي يتم إطلاقه من الأرض بواسطة راجمة أرضية خاصة بهذا النموذج.

## ردود أفعال
إيران
نائب رئيس العمليات بالجيش الإيراني :
بمناسبة إطلاق صواريخ الماس من طائرات أبابيل 3 في المناورات القتالية للطائرات المسيرة للجيش الإيراني، صرح نائب رئيس العمليات بالجيش الإيراني، الأدميرال سيد محمود موسوي، أن زيادة قوة ودقة إطلاق النار في أنظمة الطائرات بدون طيار هي أحد الإجراءات التي كانت دائماً على جدول أعمال الجيش، مضيفاً أنه تم تصميم وإنتاج قذائف ذكية لهذه الطائرات المسيرة بفضل جهود الخبراء الإيرانيين الشباب بوزارة الدفاع وإسناد القوات المسلحة، وقد تم اختبار بعض هذه الأسلحة والقذائف وتقييمها في المناورات القتالية للطائرات المسيرة للجيش. ونوه إلى أن بعض المعدات والأسلحة محلية الصنع التي تم تصميمها وإنتاجها مؤخراً، تم إختبارها أيضاً في هذه المناورات، وأضاف انه نظراً لسرية التقنيات المستخدمة في هذه الأسلحة، سيتم لاحقاً وفي الوقت المناسب الإعلان للشعب عن خصائصها وقدراتها.
قائد الحرس الثوري:
بمناسبة تسلم القوات البرية في الحرس الثوري الإيراني مجموعة مختلفة من الأسلحة من بينها صواريخ الماس قال اللواء حسين سلامي قائد الحرس الثوري الإيراني «قواتنا المسلحة باتت تملك طائرات مسيرة متطورة ودبابات حديثة وقوة نارية هائلة». وأضاف سلامي «نحن من سنختار ساحة الحرب وطبيعتها إذا واجهنا الأعداء، سياستنا دفاعية لكن إستراتيجيتنا هجومية». وأكمل: «إستراتيجيتنا البديهية تقوم على هزيمة العدو في مصدر عدوانه».